# Michajlovodden
Michajlovodden (norwegisch) ist eine Landspitze im Osten der Peter-I.-Insel in der Antarktis. Sie liegt 1,5 km südlich der Landspitze Asimutodden und ist das südlichste Kap an der Von-Bellingshausen-Küste, und trennt diese von der sich an der Südseite der Insel anschließenden Wostok-Küste.
Norwegische Wissenschaftler übertrugen eine russische Benennung ins Norwegische.